# Relleu a la façana de Ca la Pubilla
El Relleu a la façana de Ca la Pubilla és una obra del Masroig (Priorat) inclosa a l'Inventari del Patrimoni Arquitectònic de Catalunya.

## Descripció
Carreu treballat, incrustat a la paret de la façana de la casa núm.-28 del c/ Ca la Pubilla, d'unes dimensions aproximades de 35 x 50cm i situada entre els dos balcons del primer pis. Hi són representades eines pròpies i diverses d'un manyà i elements propis de l'ofici: dos ferradures, alicates, clau, enclusa i una eina no identificada, juntament amb la data de 1850.

## Història
No hi ha informació al respecte, malgrat que la pedra hauria hagut pertànyer, potser, a un dintell de pedra d'una casa d'un ferrer i traslladada en refer la porta a aquest lloc de la paret.